# Kościół Podwyższenia Krzyża Świętego w Grzmiącej
Kościół pod wezwaniem Podwyższenia Krzyża Świętego – mariawicki kościół parafialny w diecezji śląsko-łódzkiej Kościoła Starokatolickiego Mariawitów w RP.
Kościół znajduje się we wsi Grzmiąca w województwie łódzkim, powiecie brzezińskim, gminie Brzeziny, w pobliżu drogi wojewódzkiej nr 708 (Stryków – Brzeziny).

## Historia
Świątynia została zbudowana w latach 1908–1911, konsekrowana przez biskupa łódzkiego Leona Marię Andrzeja Gołębiowskiego. W latach 1935–1941 należała do mariawitów felicjanowskich. Do czasu powstania samodzielnej parafii w Grzmiącej (1948) był to kościół filialny parafii w Lipce. W 1970 r. dokonano przebudowy obiektu z jednonawowego na trójnawowy, wykonano nowe sklepienie oraz zmieniono wystrój wnętrza.
Kościół wpisano do rejestru zabytków 3 czerwca 2009 pod nr A/78.

## Architektura
Budowlę wzniesiono z cegły, na planie krzyża, w stylu neogotyckim. W sąsiedztwie kościoła (od strony wejścia) znajduje się metalowa dzwonnica.